# Inger Schörling
Inger Schörling (ur. 7 marca 1946 w Kalvträsku w gminie Skellefteå) – szwedzka polityk, współzałożycielka Partii Zielonych, od 1995 do 2004 posłanka do Parlamentu Europejskiego.

## Życiorys
Studiowała biologię, geologię i geografię, pracowała w wyuczonym zawodzie. Brała udział w powołaniu Partii Zielonych. Od 1989 do 1991 z ramienia tego ugrupowania była posłanką do Riksdagu.
W wyborach w 1995 uzyskała mandat deputowanej do Parlamentu Europejskiego IV kadencji. W 1999 skutecznie ubiegała się o reelekcję. Przystąpiła do grupy zielonych (od 1997 do 1999 jako jej wiceprzewodnicząca), pracowała w Komisji ds. Socjalnych i Zatrudnienia oraz w Komisji ds. Środowiska Naturalnego, Zdrowia Publicznego i Ochrony Konsumentów. W PE zasiadała do 2004.